# اخترخداشناسی
اخترخداشناسی (به انگلیسی: Astrotheology) رشته‌ای است که روش‌ها و حوزه‌های علوم فضایی را با الهیات سیستماتیک ترکیب می‌کند. اخترخداشناسی به پیامدهای الهیاتی، فرهنگی و اخلاقی کاوش در فضا می‌پردازد و عنصرهای اسطوره و دین را در علوم فضایی شناسایی می‌کند.  اخترخداشناسی یک «شاخه چندرشته‌ای از الهیات است که رابطه بین خدا و خلقت، به‌ویژه خلقت جهان در طول زمان را دربر می‌گیرد».  تد اف پیترز. این میدان را به عنوان «کرم چاله‌ای نبوی که فضا-زمان را به دگرگونی معادشناختی مرتبط می‌کند»، یک الهیات طبیعت به جای الهیات طبیعی توصیف می‌کند.